# Univision America
Univision America (estilizado como Univision AMerica) fue una cadena de radio estadounidense en idioma español, producida y distribuida por Univision Communications. Fue lanzada el 4 de julio de 2012 en nueve estaciones de radio AM del país, en los estados de California, Texas, Illinois, Nevada y Florida. A partir de marzo de 2014, se agregó una estación de FM en Nueva York. Todas las estaciones son propiedad y eran operadas por Univision Radio (posteriormente renombrado como Uforia Audio Network). Esta cadena presentaba programación hablada consistete en noticias locales, nacionales e internacionales, actualizaciones del estado del tiempo y del tráfico, así como programas enfocados en temáticas relevantes para el úblico hispano.
En 2015, los programas de Univision America empezaron a ser cancelados gradualmente en medio de una reestructuración. La cadena AM fue considerada no rentable y fue modificada a un formato de música y programación pagada. El sitio web de la cadena redirigía a un sitio web local de una única filial de Univision America en Los Ángeles. 
Las antiguas afiliadas en Texas cambiaron a un formato de música cristiana contemporánea en español bajo la marca "Amor Celestial". Varias otras afiliadas optaron por mantener el formato de noticias y programas de conversación con noticias locales actualizadas, el clima y resultados deportivos como así como remanentes de la programación de esta cadena.
Todas las estaciones que antes transmitían esta cadena ahora están afiliadas a Univision Deportes Radio, que fue lanzada a principios de 2017. En 2019, pasó a llamarse TUDN Radio.